# Bryan Campbell
Bryan Albert Campbell (Sudbury, 27 marzo 1944) è un ex hockeista su ghiaccio canadese che nel corso della carriera ha giocato nella National Hockey League e nella World Hockey Association.

## Carriera
Campbell giocò a livello giovanile per tre stagioni con gli Hamilton Red Wings, formazione della Ontario Hockey Association affiliata ai Detroit Red Wings con cui vinse la Memorial Cup del 1962. Fino al 1966 giocò in Central Hockey League nei farm team della squadra di Detroit. Nella stagione 1966-67 restò sempre in CHL ma con gli Omaha Knights, squadra affiliata ai New York Rangers.
Nell'estate del 1967 in occasione dell'NHL Expansion Draft Campbell fu selezionato dai Los Angeles Kings, formazione per cui giocò fino alla primavera del 1970 esordendo così in National Hockey League. Fino al 1972 vestì invece la divisa dei Chicago Blackhawks inserito nella stessa linea di Bobby Hull e Chico Maki.
Al termine della stagione 1971-72 lasciò Chicago per trasferirsi nella World Hockey Association, nuova lega professionistica nata come diretta concorrente della NHL. Nelle sei stagioni successive vestì le maglie di cinque diverse formazioni disputando in totale 441 partite con un bottino di 381 punti. Si ritirò dall'attività agonistica nel 1978 dopo aver concluso la stagione 1977-78 con gli Edmonton Oilers.

## Palmarès

### Club
- Memorial Cup: 1

Hamilton: 1962